# Sornnarai Chamrurai
Sornnarai Chamrurai (tiếng Thái: ศรนารายณ์ จำรุราย, sinh ngày 7 tháng 3 năm 1991), còn được biết với tên đơn giản Max (tiếng Thái: แม็ก), là một cầu thủ bóng đá từ Thái Lan. Hiện tại anh thi đấu cho Lampang ở Thai League 2 ở vị trí thủ môn.